# Placobdella parasitica
Espèce
Synonymes
- Hirudo parasitica Say, 1824 (protonyme)

Placobdella parasitica est une espèce de sangsue de la famille des Glossiphoniidae, parasite de tortues.